# Pedicularis racemosa
Espèce
Classification APG III (2009)
Pedicularis racemosa est une espèce de plantes herbacées vivaces appartenant à la famille des Scrophulariaceae selon la classification classique de Cronquist (1981) ou à la famille des Orobanchaceae selon la classification phylogénétique. Elle est présente à l’ouest de l’Amérique du Nord.

## Habitat
À l’ouest, la plante est présente de la Californie jusqu’en Colombie-Britannique tandis qu’à l’est elle s’étend de l’Alberta jusqu’au Nouveau-Mexique. Elle apprécie les forêts de conifères et les climats tempérés.

## Description
Pedicularis racemosa peut produire plusieurs tiges de couleur verte à rouge sombre et atteignant jusque 80 cm de haut. Les feuilles mesurent jusque 10 cm. Elles ont une forme linéaire et sont dentées sur le bord. L’inflorescence est un petit racème de fleurs situé au sommet des tiges. Chacune des fleurs peut atteindre jusque 1,6 cm de long. Leur coloration varie d’un léger violet à jaune. Les fruits sont des capsules d’un cm de long contenant plusieurs graines.